# Al-Qastal

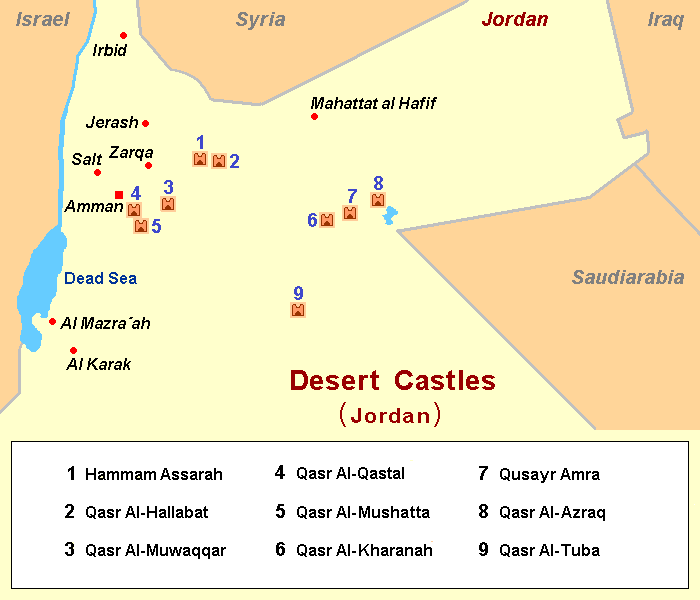
Lage einiger „Wüstenschlösser“ im heutigen Jordanien

Al-Qastal (arabisch القسطل, DMG al-Qasṭal) ist eine umayyadische Siedlung bzw. Residenz im heutigen Jordanien. Es handelt sich um die älteste derartige Anlage im Nahen Osten. Vor Ort befinden sich ein palastartiger Bau (genannt Qasr al-Qastal), der zu den sogenannten Wüstenschlössern gezählt wird, außerdem mehrere einfachere Wohngebäude, ein Badehaus, eine große und viele kleine Zisternen sowie ein großes Reservoir für landwirtschaftliche Zwecke, eine Moschee und ein Friedhof. Die Moschee verfügt über das einzige aus umayyadischer Zeit erhaltene Minarett. Aufgrund dieser Besonderheiten befindet al-Qastal sich seit 2001 auf der Tentativliste zur Aufnahme in das UNESCO-Welterbe.

## Lage
Die Ruinen von al-Qastal befinden sich ca. 25 Kilometer südlich von Amman, nur etwa 100 Meter westlich der Schnellstraße R15, die die jordanische Hauptstadt mit ihrem Flughafen verbindet. Eine römische bzw. byzantinische Straße verlief etwa einen Kilometer südwestlich vorbei. Sie führte in Richtung des Tells Zabayir el-Qastal, der von der Eisenzeit bis in byzantinische Zeit besiedelt war. In Teilen ist al-Qastal von einer modernen Siedlung gleichen Namens überbaut. Etwa fünf Kilometer entfernt befindet sich Qasr Mschatta, ein weiteres der Wüstenschlösser. Trotz seiner sehr leichten Erreichbarkeit wird al-Qastal heute wenig bis gar nicht touristisch genutzt und ist von Verfall bedroht.

## Geschichte

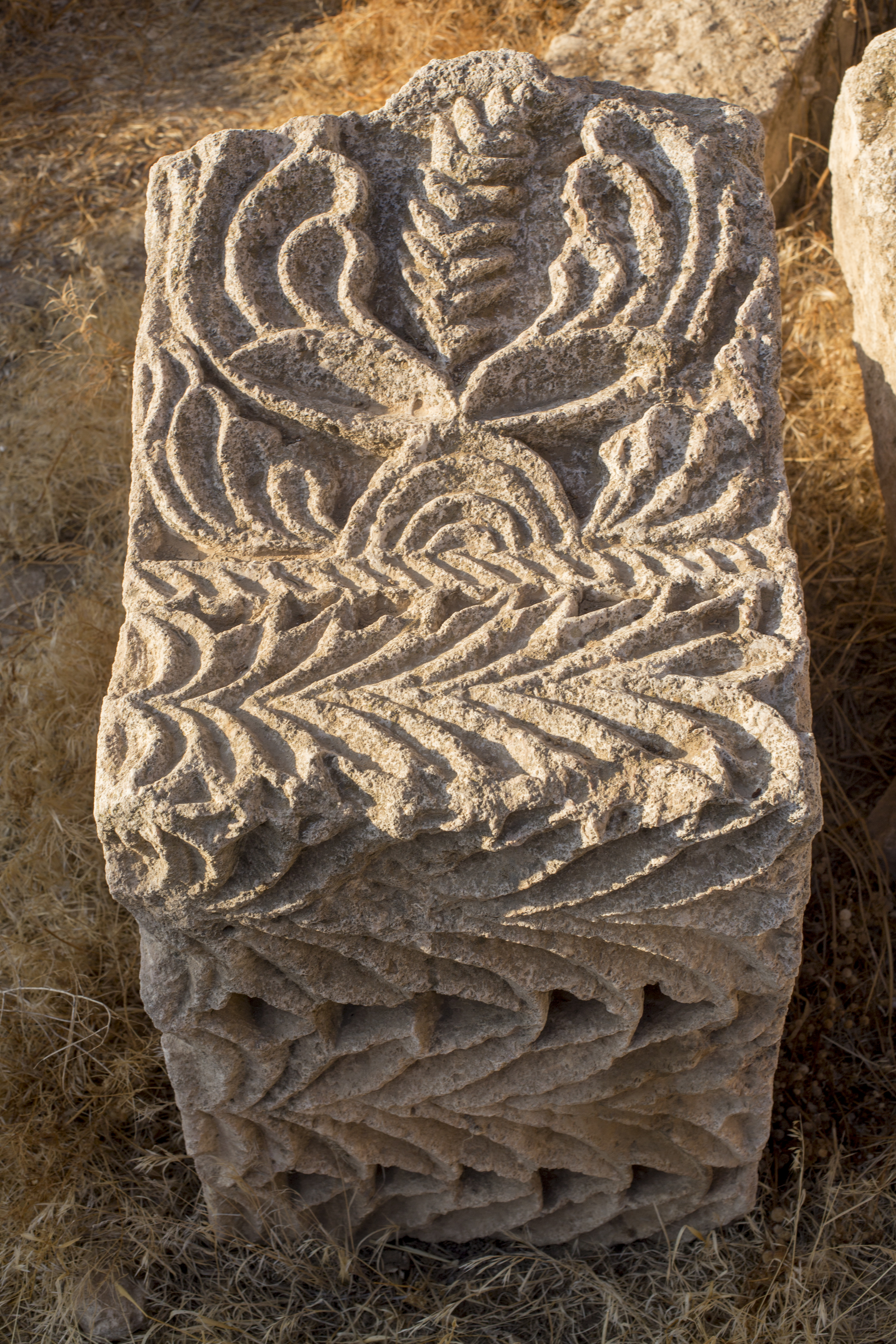
Architekturdetail mit frühislamischer Ornamentik

Aufgrund seines Grundrisses und der klanglichen Ähnlichkeit von „Qastal“ mit dem lateinischen Wort Castellum hielt man die Strukturen lange für eine Anlage aus der römischen Kaiserzeit. Erst Forschungen durch Heinz Gaube sowie Patricia Carlier und Frédéric Morin in den 70er und 80er Jahren zeigten, dass es sich um frühislamische Bauwerke handelt.
Heute wird angenommen, dass al-Qastal um das Jahr 700 durch den ummayadischen Kalifen Abd al-Malik errichtet wurde, der unter anderem auch den Bau des Felsendomes veranlasst hatte. Die Anlage blieb während der ganzen umayyadischen Zeit in Verwendung, vermutlich residierte hier auch al-Walid II., während er auf die Fertigstellung des nahen Qasr Mschatta wartete. Der Dichter Kuthayyir (verstorben nach 723) erwähnt die Anlage mit dem Namen Qastal el-Balqa. Durch Grabinschriften ist belegt, dass al-Qastal auch noch unter der nachfolgenden Dynastie der Abbasiden bewohnt war. Nachdem sie zwischenzeitlich verlassen worden war, wurde die Anlage auch während der Herrschaft der Ayyubiden und Mameluken wieder verwendet, dann allerdings in viel bescheidenerem Rahmen.

## Wichtige Bauten
Das eingangs erwähnte Badehaus befindet sich westlich des Palastes und ist nur in spärlichen Resten erhalten; dies gilt auch für die einfacheren Wohngebäude. Gut erhalten sind der Palast, die Anlagen zur Wasserversorgung und die Moschee.

### Der al-Qastal-Palast

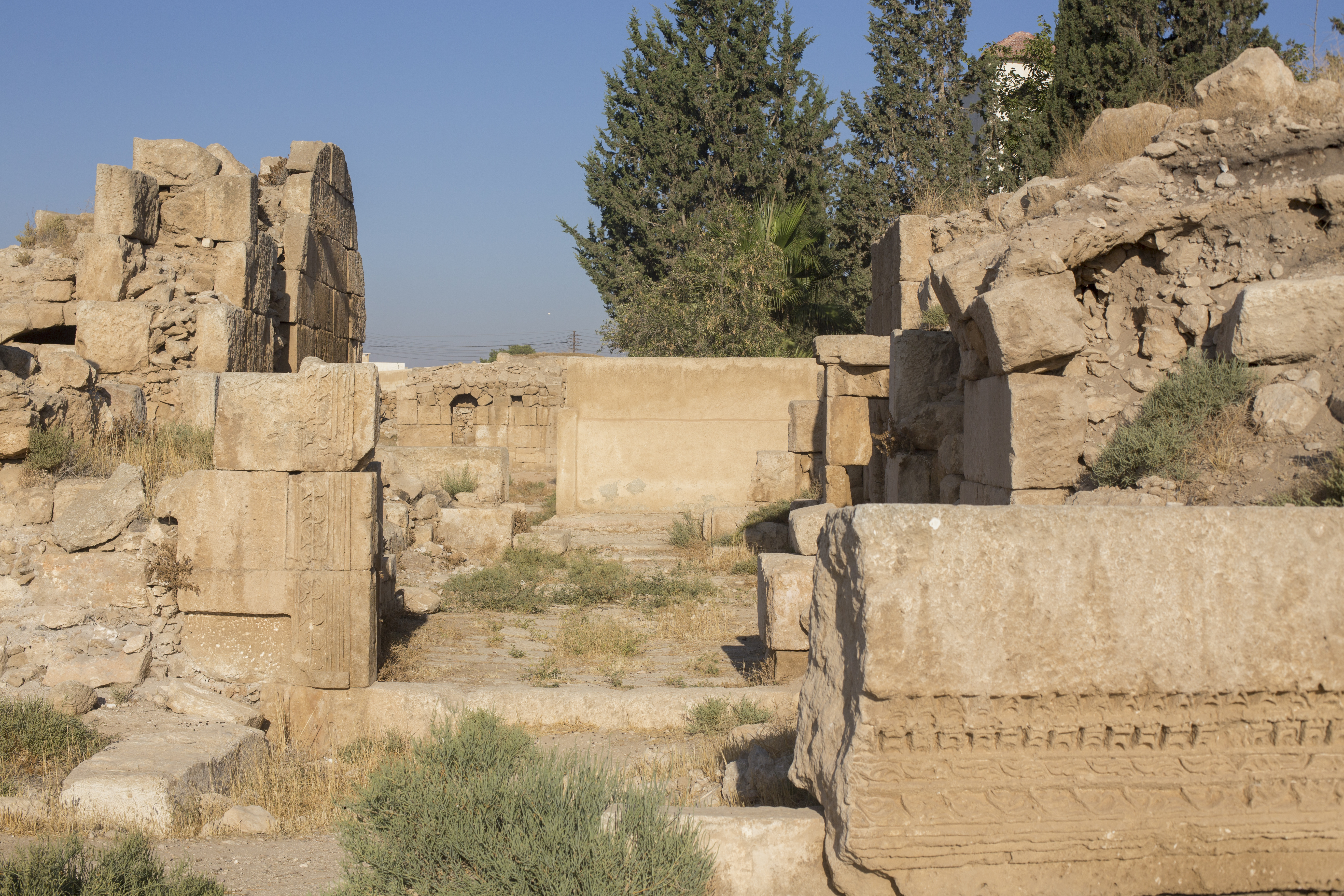
Blick in den Palasthof

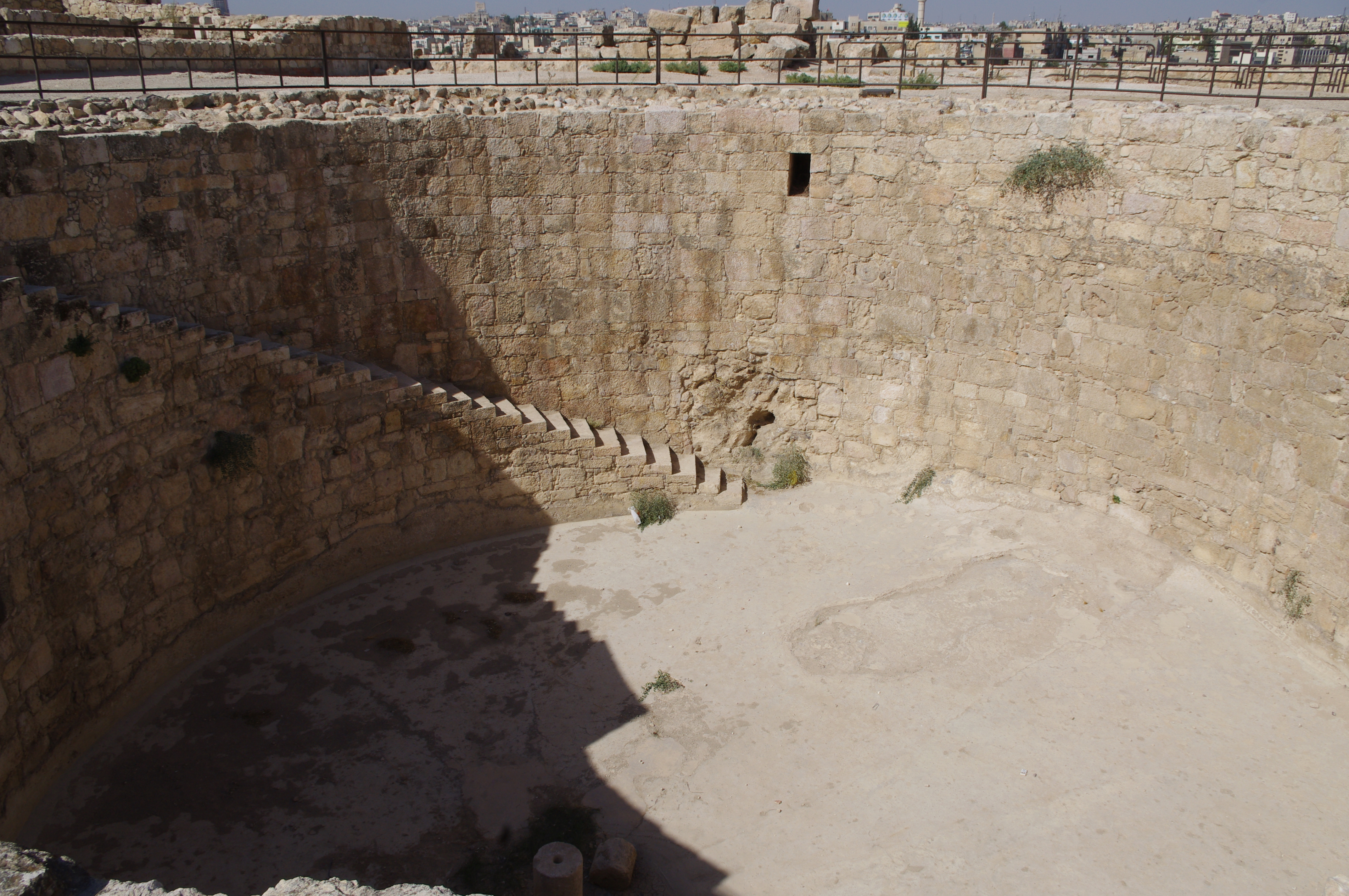
Das große Reservoir, am unteren Bildrand das Fragment des Wasserstandsmessers

Die Grundform der Palastanlage Qasr al-Qastal (arabisch القصر, DMG al-qaṣr bedeutet „Burg, Festung“) wird durch ein Quadrat von ca. 68 Metern Seitenlänge gebildet. An allen vier Ecken befinden sich Rundtürme, weitere 12 kleinere, halbrunde Türme untergliedern die Seiten. Der Haupteingang befand sich in einem Turm an der Ostseite. Diese Eingangshalle führte zu einem Vestibül, welches sich nach innen zu einem großen Hof öffnete. In diesem befand sich eine große Zisterne. Sechs als Wohnbereich interpretierte Räume umgaben den Hof im Erdgeschoss. In den dicken Seitenwänden der Eingangshalle befinden sich die Treppen in das Obergeschoss. Direkt über der Eingangshalle befand sich ein reich dekorierter Audienzsaal mit drei Apsis. Daneben verfügte auch das Obergeschoss über sechs Wohnräume.
Der gesamte Palast, selbst seine Latrinen, war reich mit Mosaiken und Stuck verziert. Im Jahr 2000 kamen im Zuge von Raubgrabungen in den Palasträumen zufällig zwei gut erhaltene, qualitativ hochwertige Mosaike zutage. Beide Mosaike messen etwa 3,30 mal 3,30 Meter und zeigen im Zentrum eine Bildszene, die von einem komplex geschlungenen Band mit geometrischen Motiven umgeben wird. In den Eckzwickeln befinden sich Darstellungen von Vögeln. Die Bildszene des ersten Mosaiks zeigt einen Löwen, der einen Stier attackiert, jene des zweiten Mosaiks einen Leoparden, der eine Gazelle reißt. Szenen wie diese finden sich öfter in umayyadischen Palästen und werden oft als Warnung und Machtdemonstration des Herrschers interpretiert.

### Reservoirs und Zisternen
Etwas mehr als einen Kilometer östlich des Palastes befindet sich in einem Wadi ein ca. 400 Meter langer und 4,3 Meter dicker Staudamm, durch welchen bis zu zwei Millionen Kubikmeter Regenwasser für landwirtschaftliche Nutzung gespeichert werden konnten. Etwa eineinhalb Kilometer nordwestlich des Palastes befindet sich ein weiteres Reservoir. Es misst 30 mal 22 Meter, ist 6,5 Meter tief und fasste 4000 Kubikmeter und wurde in der Grube errichtet, die übriggeblieben war, nachdem man dort die Steine für den Bau des Palastes gebrochen hatte. Am Grund des Reservoirs befindet sich noch ein Teil des originalen Wasserstandsmessers. Zudem befinden sich auf zwei Quadratkilometern rund um den Palast mehr als 70 kleinere Zisternen.

### Moschee und Friedhof

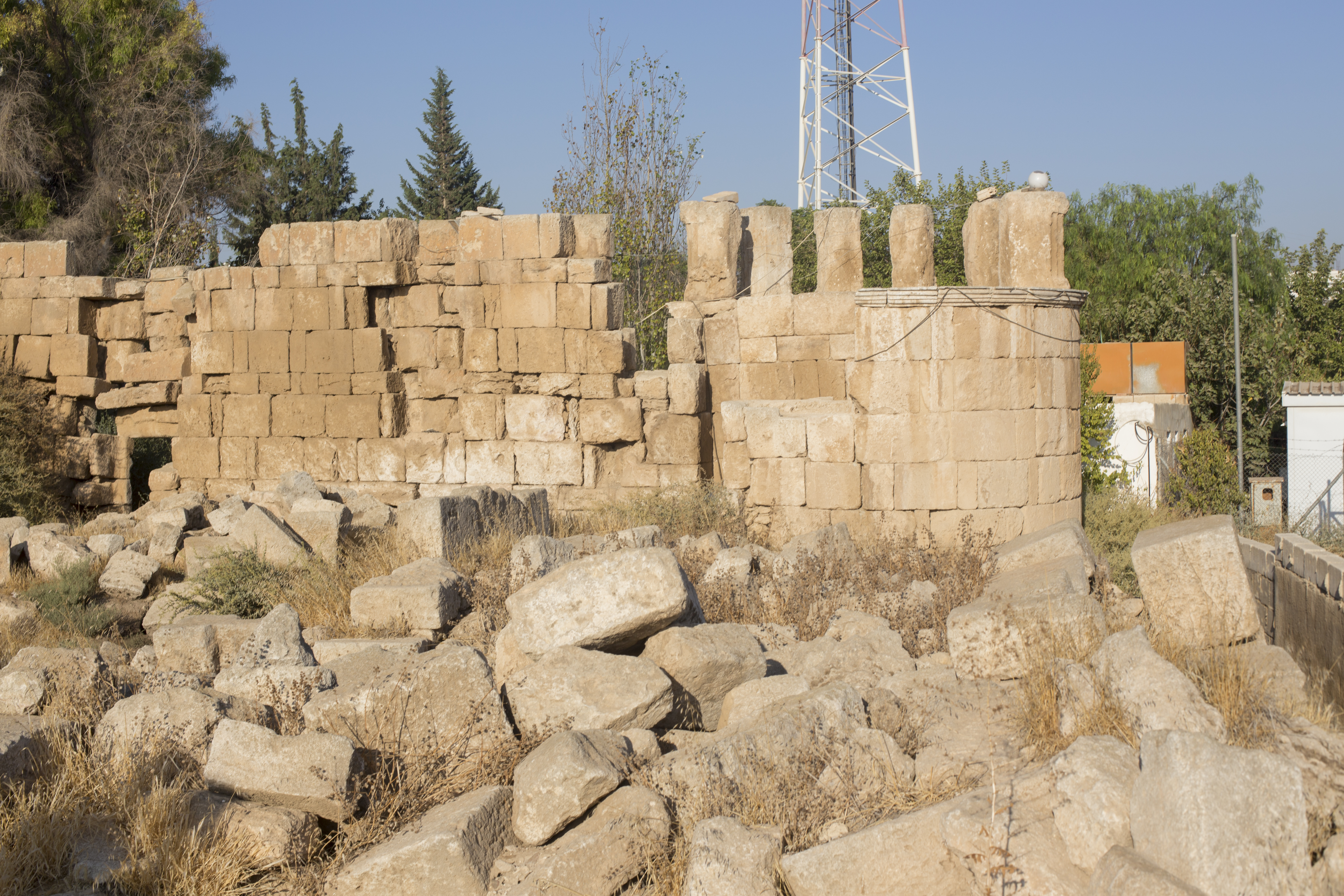
Moschee und Minarett von al-Qastal

Die Moschee befindet sich unmittelbar nördlich des Palastes. Sie hat einen rechteckigen Grundriss, der von der Ausrichtung nach Mekka abweicht. Ihr Mihrāb war ursprünglich rechteckig und wurde später in die typische halbrunde Form umgebaut. Ihr rundes Minarett ist eines der ältesten erhaltenen überhaupt. Das Bauwerk ist an die Nord- bzw. Westseite des Hofes der Moschee angesetzt und konnte von dort durch eine schmale Tür betreten werden. Es besteht aus sorgfältig behauenen Kalksteinblöcken. Sein runder Schaft ist noch 3,27 Meter hoch erhalten, er steht auf einer rechteckigen Basis von 1,35 Metern Höhe. Der Schaft ist in zwei Stockwerke gegliedert, das untere besteht aus massivem Mauerwerk, das obere jedoch wird durch eine Galerie von ursprünglich zehn Pilastern im korinthischen Stil gebildet.
Südwestlich des Palastes liegt der Friedhof von al-Qastal. Es ist der einzige aus frühislamischer Zeit in Jordanien. Manche der ältesten Gräber sind – anders als bis heute üblich – nicht nach Mekka, sondern nach Jerusalem orientiert. Mindestens 17 Steine mit Grabinschriften aus umayyadischer und abbasidischer Zeit sind erhalten, sie befinden sich heute im archäologischen Museum von Madaba.